# Vasa Anna Katalin Konstancia
Anna Katalin Konstancia (lengyelül: Anna Katarzyna Konstancja, németül: Anna Catharina Constantia; Varsó, Lengyel–Litván Nemzetközösség, 1619. augusztus 7. – Köln, Német-római Birodalom, 1651. október 8.), Vasa-házból származó lengyel királyi hercegnő, III. Zsigmond lengyel király és második felesége, Ausztriai Konstancia királyné legfiatalabb leánya, Fülöp Vilmos pfalz–neuburgi palotagróf (a későbbi választófejedelem) első felesége. Gyermektelenül hunyt el harminckét éves korában.

## Ifjúkora

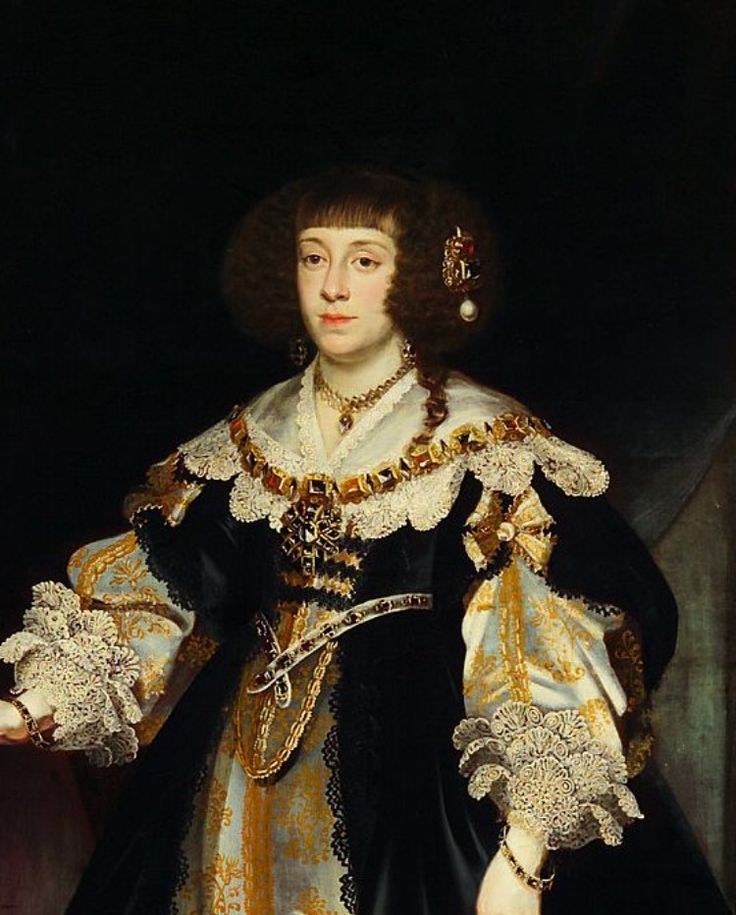
Vasa Anna Katalin Konstancia hercegnő portréja (1639 és 1642 között)

1619. augusztus 7-én született Varsóban, a Vasa-ház lengyel ágának tagjaként. Édesapja III. Zsigmond lengyel király, III. János svéd király és Lengyelországi Katalin királyné fia volt. Édesanyja a Habsburg-házból való Ausztriai Konstancia királyné, II. Károly osztrák főherceg és Bajorországi Mária Anna leánya.
A hercegnő volt szülei hét gyermeke közül a legkisebb, egyben a második leánygyermek. Felnőttkort megélt testvérei a későbbi II. János Kázmér lengyel király, János Albert krakkói püspök és Károly Ferdinánd boroszlói hercegérsek voltak. Apja első, Ausztriai Anna főhercegnővel – második felesége nővérével – való házasságából egy féltestvére származott, IV. Ulászló lengyel király.
Édesanyját 1631-ben, míg édesapját nem sokkal azt követően, 1632-ben vesztette el. A rangjának megfelelő életjáradék biztosítása érdekében a parlament 1632-ben Brodnickie, Gołubskie és Tucholskie területeket adományozta neki, amik csak 1638-as nagykorúvá válásával kerültek ténylegesen a birtokába.

## Házassága
1637 óta tervezték Anna Katalin Konstancia hercegnő házasságát Ferdinánd Károly főherceggel, Tirol hercegesített grófjával, II. Ferdinánd német-római császár unokaöccsével. Ugyan a terveket 1639-ben és 1642-ben is megerősítették, a házasság végül sosem jött létre a főherceg kora és a hozomány összegével kapcsolatos nézeteltérések miatt.
Később felmerült Frigyes Vilmos brandenburgi választófejedelem és Gaston, Orléans hercegének – XIII. Lajos francia király testvérének – neve is mint potenciális férjjelölt. Anna Katalin Konstancia hercegnő végül 1642. június 8-án, Varsóban, hozzáment Fülöp Vilmos pfalz–neuburgi palotagrófhoz – a későbbi pfalzi választófejedelemhez). A hercegnő jelentős hozományt vitt a házasságba: az értékes és nagy mennyiségű ékszereken túl két millió tallér készpénzt is. 1645. július 18-án megszülte egyetlen gyermeküket, egy fiút, aki ugyanazon a napon meg is halt.
Anna Katalin Konstancia hercegnő végül 1651. október 8-án, harminckét éves korában hunyt el, Kölnben. A düsseldorfi jezsuiták templomában temették el. Férje 1653-ban másodjára is megnősült, Hessen–Darmstadti Erzsébet Amáliát vette feleségül, akivel harminchét évig tartó kapcsolatukból összesen tizenhét gyermekük született.

## Kapcsolód szócikkek
- Vasa-ház

## Forrás
1. 1 2 3  S. Ochmann-Staniszewska: Dynastia Wazów w Polsce (The Vasa dynasty in Poland), PWN, Warsaw 2007, pp. 165-167.
2. 1 2  Zygmunt Wdowiszewski: Genealogia Jagiellonów i Domu Wazów w Polsce (Genealogy of the Jagiellonian dynasty and the House of Vasa in Poland), Kraków 2005, p. 236.
3. ↑  Complete Genealogy of the House of Wittelsbach (Retrieved 17 June 2014).